# Ca n'Elies
Ca n'Elies és una masia al nucli de Sant Pau de la Guàrdia (a l'Anoia) protegida com a bé cultural d'interès local. És el més notable dels edificis que configuren el conjunt de Sant Pau de la Guàrdia. És de planta baixa i pis, i està orientat a migdia. Masia de coberta a dues aigües. Edifici típic de les grans masies, s'hi troben annexes variades edificacions que en formen part, cellers, pallisses, etc. Té una part de la masia així com estatge annex construït l'any 1797. La porta d'entrada és d'arc de mig punt amb dovelles. A l'extrem esquerre de la façana de Sant Abundi, avui desapareguts.Aquesta masia va esser la primera de les edificacions del nucli actual de Sant Pau de la Guàrdia, junt a aquesta masia hi havia un forn de vidre i la capella de Sant Abundi, avui desapareguts.